# Dermatolepis inermis
Dermatolepis inermis é uma espécie de peixe da família Serranidae.
Pode ser encontrada nos seguintes países e territórios: Anguila, Antiga e Barbuda, Aruba, Bahamas, Barbados, Belize, Bermudas, Brasil, Colômbia, Costa Rica, Cuba, Curaçau, Dominica, Estados Unidos, Granada, Guadalupe, Guatemala, Guiana, Guiana Francesa, Haiti, Honduras, Ilhas Caimã, Ilha de São Martinho, Ilhas Virgens Britânicas, Ilhas Virgens Americanas, Jamaica, Martinica, México, Monserrate, Países Baixos Caribenhos, Nicarágua, Panamá, Porto Rico, República Dominicana, Santa Lúcia, São Bartolomeu, São Cristóvão e Neves, São Vicente e Granadinas, Suriname, Trindade e Tobago, Turcas e Caicos e Venezuela.